# بطولة الأمم الخمس 1983
بطولة الأمم الخمسة 1983 (بالإنجليزية: 1983 Five Nations Championship)‏ هو الموسم 89 من  بطولة الأمم الخمسة. كان عدد الأندية المشاركة فيه  5، وفاز فيه منتخب أيرلندا الوطني لاتحاد الرغبي، ومنتخب فرنسا الوطني لاتحاد الرغبي.